# Yukio Shimomura
Yukio Shimomura (下村 幸男, Shimomura Yukio, Hiroshima, 25 januari 1932) is een Japans voormalig voetballer die als doelman speelde.

## Clubcarrière
Shimomura begon zijn carrière in 1950 bij Toyo Industries. Shimomura beëindigde zijn spelersloopbaan in 1961.

## Japans voetbalelftal
Yukio Shimomura debuteerde in 1955 in het Japans nationaal elftal en speelde 1 interland.

## Statistieken
| Japans voetbalelftal | Japans voetbalelftal | Japans voetbalelftal |
| Jaar                 | Wed.                 | Dlp.                 |
| -------------------- | -------------------- | -------------------- |
| 1955                 | 1                    | 0                    |
| Totaal               | 1                    | 0                    |